# WAX (rapper)

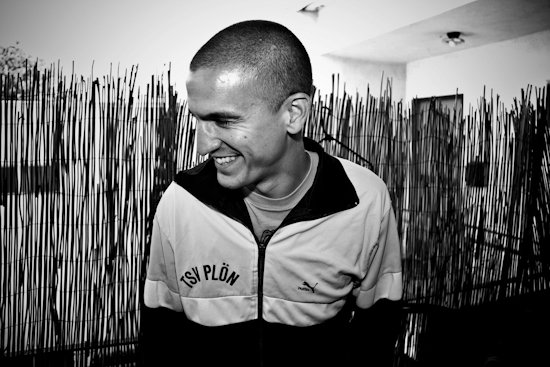
Wax hanging out before an interview in Los Angeles

Michael Jones (Dunkirk, 20 de agosto de 1980), mais conhecido pelo seu nome artístico Wax, é um músico norte-americano, rapper, cantor, compositor, multi-instrumentista e produtor. 
Suas maiores influências de sua infância eram Guns N' Roses e DJ Jazzy Jeff & the Fresh Prince. Na sexta série, pegou um violão e começou a cantar e fazer rap. Em seguida, no ensino médio, começou a ouvir artistas como - Eazy-E, NWA e Too Short. Ele se tornou uma estrela do Youtube após o upload de vários vídeos de si mesmo cantando. Ele atualmente reside em Venice, Los Angeles, Califórnia.